# Salihiyya
Salihiyya o bé Urwayniya és una confraria o tariqa sufí, el nom de la qual no se sap de què ve. Es pensa que és una branca de la tariqa sudanesa Raixidiyya que es va dividir vers 1887 agafant aquest nom al Hijaz mentre conservava el de Raixidiyya al Sudan. La Salihiyya es va difondre a Somàlia i altres punts d'Àfrica. Muhammad ibn Abd Allah Hassan (en somali Mahammad Abdille 1864-1920) que va dirigir la resistència contra britànics i italians, va pertànyer a aquesta tariqa. Estava inspirada en la tradició del professor marroquí Àhmad ibn Idris (+ 1837).